# Germany's Next Topmodel (mùa 11)
Germany's Next Topmodel, Mùa 11 là mùa thứ mười một của Germany's Next Topmodel (thường được viết tắt là GNTM) được phát sóng trên mạng lưới truyền hình Đức ProSieben. Chương trình bắt đầu phát sóng vào ngày 4 tháng 2 năm 2016.
Người chiến thắng của mùa giải này là Kim Hnizdo, 20 tuổi từ Bad Homburg vor der Höhe. Cô giành được:
- 1 hợp đồng người mẫu với OneEins GmbH Management
- Lên ảnh bìa tạp chí Cosmopolitan'
- Giải thưởng tiền mặt trị giá 100.000€
- 1 chiếc Opel Adam

## Các thí sinh
(Tuổi tính từ ngày dự thi)
| Đội     | Thí sinh                   | Tuổi | Chiều cao               | Quê quán                 | Bị loại ở | Hạng               |
| ------- | -------------------------- | ---- | ----------------------- | ------------------------ | --------- | ------------------ |
| Michael | Luisa Bolghiran            | 19   | —                       | Cologne                  | Tập 2     | 24 (dừng cuộc thi) |
| Thomas  | Laura Penelope Baumgärtner | 19   | 1,71 m (5 ft 7+1⁄2 in)  | Berg, Thụy Sĩ            | Tập 2     | 23 (dừng cuộc thi) |
| Thomas  | Saskia Böhlcke             | 18   | 1,74 m (5 ft 8+1⁄2 in)  | Hanover                  | Tập 2     | 22-21              |
| Michael | Fred Riss                  | 17   | 1,75 m (5 ft 9 in)      | Ratzeburg                | Tập 2     | 22-21              |
| Michael | Sophie Schweer             | 19   | 1,76 m (5 ft 9+1⁄2 in)  | Ahlen                    | Tập 3     | 20-19              |
| Michael | Shirin Kelly               | 24   | 1,74 m (5 ft 8+1⁄2 in)  | Neutraubling             | Tập 3     | 20-19              |
| Michael | Cindy Unger                | 20   | 1,76 m (5 ft 9+1⁄2 in)  | Dresden                  | Tập 4     | 18                 |
| Thomas  | Laura Bräutigam            | 16   | 1,75 m (5 ft 9 in)      | Murr                     | Tập 5     | 17-16              |
| Thomas  | Jennifer Daschner          | 17   | 1,76 m (5 ft 9+1⁄2 in)  | Sulzbach-Rosenberg       | Tập 5     | 17-16              |
| Michael | Yusra Babekr-Ali           | 18   | 1,74 m (5 ft 8+1⁄2 in)  | Munich                   | Tập 6     | 15-14              |
| Michael | Christin Götzke            | 17   | 1,76 m (5 ft 9+1⁄2 in)  | Siegen                   | Tập 6     | 15-14              |
| Thomas  | Lara-Kristin Bayer         | 16   | 1,80 m (5 ft 11 in)     | Essen                    | Tập 7     | 13                 |
| Thomas  | Camilla Cavalli            | 18   | 1,79 m (5 ft 10+1⁄2 in) | Offenbach am Main        | Tập 8     | 12                 |
| Thomas  | Julia Wulf                 | 20   | 1,76 m (5 ft 9+1⁄2 in)  | Hamburg                  | Tập 9     | 11 (dừng cuộc thi) |
| Michael | Laura Franziska Blank      | 21   | 1,78 m (5 ft 10 in)     | Altenstadt               | Tập 9     | 10                 |
| Michael | Laura Bleicher             | 19   | 1,80 m (5 ft 11 in)     | Ingolstadt               | Tập 10    | 9                  |
| Michael | Luana Florea               | 19   | 1,78 m (5 ft 10 in)     | Bucharest, Romania       | Tập 11    | 8                  |
| Thomas  | Elena Kilb                 | 19   | 1,80 m (5 ft 11 in)     | Hof an der Saale         | Tập 12    | 7                  |
| Michael | Lara Helmer                | 20   | 1,76 m (5 ft 9+1⁄2 in)  | Munich                   | Tập 14    | 6                  |
| Thomas  | Taynara Silva Wolf         | 19   | 1,74 m (5 ft 8+1⁄2 in)  | Stadtlohn                | Tập 15    | 5                  |
| Thomas  | Jasmin Lekudere            | 20   | 1,77 m (5 ft 9+1⁄2 in)  | Dornbirn, Áo             | Tập 15    | 4                  |
| Thomas  | Fata Hasanovic             | 20   | 1,76 m (5 ft 9+1⁄2 in)  | Berlin                   | Tập 15    | 3                  |
| Thomas  | Elena Carriere             | 19   | 1,77 m (5 ft 9+1⁄2 in)  | Hamburg                  | Tập 15    | 2                  |
| Michael | Kim Hnizdo                 | 19   | 1,75 m (5 ft 9 in)      | Bad Homburg vor der Höhe | Tập 15    | 1                  |

## Thứ tự gọi tên
| 1  | Julia                  | Julia     | Luana     | Lara-K.   | Laura-F.  | Jasmin    | Luana        | Taynara   | Laura Bl. | Jasmin    | Kim      | Kim      | Kim            | Kim      | Fata         | Elena C. | Kim      |  |  |
| 2  | Laura-F.               | Cindy     | Taynara   | Taynara   | Fata      | Kim       | Laura-F.     | Luana     | Jasmin    | Kim       | Taynara  | Elena C. | Fata           | Jasmin   | Elena C. Kim | Kim      | Elena C. |  |  |
| 3  | Elena C.               | Elena C.  | Kim       | Christin  | Kim       | Luana     | Kim          | Lara      | Taynara   | Luana     | Elena K. | Jasmin   | Elena C.       | Elena C. | Elena C. Kim | Fata     |          |  |  |
| 4  | Cindy                  | Jasmin    | Laura Br. | Jasmin    | Elena C.  | Elena C.  | Elena C.     | Laura Bl. | Elena K.  | Taynara   | Fata     | Fata     | Jasmin Taynara | Fata     | Jasmin       |          |          |  |  |
| 5  | Shirin                 | Yusra     | Jasmin    | Laura-F.  | Lara      | Elena K.  | Elena K.     | Jasmin    | Kim       | Fata      | Elena C. | Taynara  | Jasmin Taynara | Taynara  |              |          |          |  |  |
| 6  | Elena K.               | Jennifer  | Laura-F.  | Laura Bl. | Julia     | Lara-K.   | Julia        | Fata      | Elena C.  | Elena C.  | Jasmin   | Lara     | Lara           |          |              |          |          |  |  |
| 7  | Jennifer               | Lara      | Christin  | Elena K.  | Lara-K.   | Taynara   | Taynara      | Elena C.  | Fata      | Elena K.  | Lara     | Elena K. |                |          |              |          |          |  |  |
| 8  | Laura-P.               | Camilla   | Julia     | Jennifer  | Christin  | Lara      | Fata         | Julia     | Luana     | Lara      | Luana    |          |                |          |              |          |          |  |  |
| 9  | Fata                   | Luana     | Cindy     | Elena C.  | Taynara   | Camilla   | Laura Bl.    | Kim       | Lara      | Laura Bl. |          |          |                |          |              |          |          |  |  |
| 10 | Yusra                  | Christin  | Elena C.  | Yusra     | Elena K.  | Julia     | Jasmin       | Laura-F.  | Laura-F.  |           |          |          |                |          |              |          |          |  |  |
| 11 | Taynara                | Elena K.  | Fata      | Julia     | Laura Bl. | Laura Bl. | Camilla Lara | Elena K.  | Julia     |           |          |          |                |          |              |          |          |  |  |
| 12 | Kim                    | Fata      | Yusra     | Lara      | Luana     | Fata      | Camilla Lara | Camilla   |           |           |          |          |                |          |              |          |          |  |  |
| 13 | Jasmin                 | Kim       | Jennifer  | Camilla   | Camilla   | Laura-F.  | Lara-K.      |           |           |           |          |          |                |          |              |          |          |  |  |
| 14 | Lara                   | Taynara   | Lara      | Luana     | Yusra     | Yusra     |              |           |           |           |          |          |                |          |              |          |          |  |  |
| 15 | Laura Br.              | Laura Bl. | Camilla   | Fata      | Jasmin    | Christin  |              |           |           |           |          |          |                |          |              |          |          |  |  |
| 16 | Christin               | Laura Br. | Lara-K.   | Kim       | Laura Br. |           |              |           |           |           |          |          |                |          |              |          |          |  |  |
| 17 | Lara-K.                | Shirin    | Laura Bl. | Laura Br. | Jennifer  |           |              |           |           |           |          |          |                |          |              |          |          |  |  |
| 18 | Saskia                 | Laura-F.  | Elena K.  | Cindy     |           |           |              |           |           |           |          |          |                |          |              |          |          |  |  |
| 19 | Camilla                | Sophie    | Shirin    |           |           |           |              |           |           |           |          |          |                |          |              |          |          |  |  |
| 20 | Luana                  | Lara-K.   | Sophie    |           |           |           |              |           |           |           |          |          |                |          |              |          |          |  |  |
| 21 | Fred                   | Laura-P.  |           |           |           |           |              |           |           |           |          |          |                |          |              |          |          |  |  |
| 22 | Laura Bl. Luisa Sophie | Saskia    |           |           |           |           |              |           |           |           |          |          |                |          |              |          |          |  |  |
| 23 | Laura Bl. Luisa Sophie | Fred      |           |           |           |           |              |           |           |           |          |          |                |          |              |          |          |  |  |
| 24 | Laura Bl. Luisa Sophie | Luisa     |           |           |           |           |              |           |           |           |          |          |                |          |              |          |          |  |  |

     Thí sinh được miễn loại
     Thí sinh bị loại
     Thí sinh dừng cuộc thi
     Thí sinh không bị loại khi rơi vào cuối bảng
     Thí sinh chiến thắng cuộc thi
- Thứ tự gọi tên chỉ lần lượt từng người an toàn
- Trong tập 1, 24 thí sinh chung cuộc đã được chọn. Họ đã được chia thành hai đội gồm mười hai người.
- Luisa dừng cuộc thi trước khi phần còn lại của Đội Michael bay đến Fuerteventura trong tập 2. Laura Penelope dừng cuộc thi trong khi đang ở cuối bảng với Fred, Lara-Kristin, Saskia và Sophie.
- Trong tập 4, Lara-Kristin đã được miễn loại do giành chiến thắng thử thách.
- Trong tập 7, Luana đã được miễn loại do giành chiến thắng thử thách.
- Trong tập 9, Julia dừng cuộc thi theo lời khuyên của các giám khảo do mắc bệnh viêm phổi.
- Trong tập 12, không ai bị loại. Kim là người được chọn trong thử thách casting

### Buổi chụp hình
- Tập 2: Áo tắm ở bãi biển (đội Thomas); Áo tắm ở đụn cát (đội Michael)
- Tập 3: Tạo dáng trong áo tắm khi bị bao phủ toàn sirô
- Tập 4: Ảnh thẻ trắng đen
- Tập 5: Tạo dáng trong váy đuôi dài trên xích đu công trường
- Tập 6: Trang phục một màu theo nhóm
- Tập 7: Khỏa thân trong rừng với động vật
- Tập 8: Nàng tiên băng
- Tập 9: Tạo dáng với rắn trong áo tắm của 1920 theo nhóm
- Tập 10: Cô dâu với người mẫu "xấu xí"
- Tập 11: Lễ trừ tà với người mẫu nam
- Tập 12: Phong cách khóc trong trời mưa của 1940
- Tập 13: Tạo dáng với người thân & bạn bè
- Tập 14: Ảnh bìa tạp chí Cosmopolitan
- Tập 15: Tạo dáng ở hồ bơi với những món đồ đi biển